# 남재철
남재철(南在哲, 1959년 ~ )는 대한민국의 제12대 기상청장이다.

## 생애
본관은 영양이며, 경상북도 안동시 출생이다. 
1990년 남극 세종과학기지 기상담당 연구원을 지내고, 기상연구사 특채로 기상청 근무를 시작해 2006년 국립기상연구소 예보 연구실 실장 등을 거쳐 2017년 제12대 기상청장이 되었다. 

## 학력
- 1978년 안동고등학교 졸업
- 1983년 서울대학교 농업생명과학대학 학사
- 1985년 서울대학교 대학원 기상학과 석사
- 1988년 레딩 대학교 대학원 기상학과 박사과정 수료
- 2002년 서울대학교 대학원 대기과학과 박사

## 경력
- 1990년 1월 ~ 1991년 2월 남극 세종과학기지 기상담당 연구원
- 2006년 1월 ~ 2006년 7월 국립기상연구소 예보 연구실장
- 인제대학교 대기환경과학과 겸임교수
- 2006년 7월 ~ 2009년 8월 기상청 기획조정관실 국제협력담당관
- 한국기상학회 국제협력위원장
- 2009년 8월 ~ 2011년 2월 미국 오클라호마 국가기상센터 객원연구원
- 2011년 4월 ~ 2011년 7월 기상청 기상산업정보화국 기상산업정책과장
- 2011년 7월 ~ 2012년 4월 제15대 부산지방기상청장
- 2012년 4월 ~ 2012년 12월 기상청 기상산업정보화국장
- 2012년 12월 ~ 2015년 1월 국립기상연구소장
- 2014년 1월 세계기상기구 대기과학위원회 부의장
- 2015년 1월 ~ 2016년 5월 수도권기상청장
- 2016년 5월 ~ 2017년 7월 제10대 기상청 차장
- 2017년 7월 ~ 2018년 8월 제12대 기상청장